# Thời kỳ Chiến Quốc (Nhật Bản)
| Lịch sử Nhật Bản | Lịch sử Nhật Bản |
| --- | ---------------- |
| Tiền sửThời kỳ đồ đá cũ ~15000 TCN Thời kỳ Jōmon (Thằng Văn) ~15000 TCN–300 TCN Thời kỳ Yayoi (Di Sinh) tk 4 TCN–tk 3 |                  |
| Cổ đạiThời kỳ Kofun (Cổ Phần) tk 3–tk 7 Thời kỳ Asuka (Phi Điểu) 592–710 Thời kỳ Nara (Nại Lương) 710–794 Thời kỳ Heian (Bình An) 794–1185 |                  |
| Phong kiếnThời kỳ Kamakura (Liêm Thương) 1185–1333 Tân chính Kemmu (Kiến Vũ) 1333–1336 Thời kỳ Muromachi (Thất Đinh) 1336–1573 Thời kỳ Nam-Bắc triều 1336–1392 Thời kỳ Chiến Quốc 1467–1590 Thời kỳ Azuchi-Momoyama (An Thổ-Đào Sơn) 1573–1603 Mậu dịch Nanban (Nam Man) Chiến tranh Nhật Bản – Triều Tiên 1592–1598 Thời kỳ Edo/Tokugawa (Giang Hộ/Đức Xuyên)1603–1868 Chiến tranh Nhật Bản – Lưu Cầu Chiến dịch Ōsaka (Đại Phản) Tỏa Quốc Đoàn thám hiểm Perry Hiệp ước Kanagawa (Thần Nại Xuyên) Bakumatsu (Mạc mạt) Minh Trị Duy tân Chiến tranh Boshin (Mậu Thìn) |                  |
| Hiện đạiThời kỳ Minh Trị (Meiji) 1868–1912 Nhật xâm lược Đài Loan 1874 Chiến tranh Tây Nam Chiến tranh Nhật–Thanh Hiệp ước Mã Quan Chiến tranh Ất Mùi 1895 Phong trào Nghĩa Hòa Đoàn Hòa ước Portsmouth Hiệp ước Nhật–Triều 1910 Thời kỳ Đại Chính (Taishō) 1912-1926 Nhật Bản trong Thế chiến thứ nhất Sự can thiệp của Nhật Bản vào Siberia Đại thảm họa động đất Kantō 1923 Thời kỳ Chiêu Hòa (Shōwa) 1926–1989 Chủ nghĩa quân phiệt Nhật Bản Sự kiện Phụng Thiên Nhật Bản xâm lược Mãn Châu Hiệp ước chống Quốc tế Cộng sản Chiến tranh Trung–Nhật Cuộc tấn công Trân Châu Cảng Vụ ném bom nguyên tử xuống Hiroshima và Nagasaki Chiến tranh Xô–Nhật Nhật Bản đầu hàng Thời kỳ bị chiếm đóng 1945-1952 Nhật Bản thời hậu chiếm đóng Kỳ tích kinh tế Nhật Bản thời hậu chiến Thời kỳ Bình Thành (Heisei) 1989–2019 Thập niên mất mát Động đất Kobe 1995 Cool Japan Động đất và sóng thần Tōhoku 2011 Thời kỳ Lệnh Hòa (Reiwa) 2019–nay Đại dịch COVID-19 tại Nhật Bản |                  |
| Xem thêm Thiên hoàng • Niên biểu • Đế quốc Nhật Bản Kinh tế • Giáo dục • Quân sự • Hải quân • Di sản thế giới |                  |
| x t s |                  |

Thời kỳ Chiến quốc  (戦国時代 (戰國時代) (Chiến quốc thời đại) sengoku jidai) là thời kỳ trong lịch sử Nhật Bản với nhiều chuyển biến xã hội lồng trong bối cảnh mưu mô chính trị và xung đột quân sự gần như là liên tục bắt đầu từ năm 1467 cho đến tận năm 1615.
Thời kỳ Chiến Quốc được mở đầu với Loạn Ōnin năm 1467, khiến thể chế phong kiến tại Nhật Bản dưới chế độ Mạc phủ Ashikaga sụp đổ. Nhiều lãnh chúa và các gia tộc samurai nhân khoảng trống quyền lực đó đã ra tay gây chiến để chiếm cứ thêm lãnh thổ trong giai đoạn này. Vì trung ương bị suy yếu, thời đại chiến quốc cũng là khi phong trào Ikkō-ikki nổi dậy chống lại thể chế samurai. Đồng thời sự xuất hiện của người Châu Âu vào năm 1543 cho ra mắt kỹ thuật vũ khí mới: súng hỏa mai. Hỏa pháo này nhanh chóng được sử dụng trong chiến trận, làm thay đổi cục bộ thế lực tham chiến. 
Nhật Bản kể từ năm 1549 trở đi cũng dần xa lìa quỹ đạo chính trị của Trung Hoa. Năm 1573 Oda Nobunaga xuống lệnh giải tán Mạc phủ Ashikaga và phát động cuộc chiến thống nhất quyền bính. Nobunaga tiến đánh Ishiyama Hongan-ji nhưng rồi bị ám sát vào năm 1582. Người kế vị Nobunaga là Toyotomi Hideyoshi tiếp tục công cuộc thống nhất Nhật Bản, thâu tóm quyền lực và dẹp phá cát cứ địa phương của giới quý tộc. Hideyoshi sau đó lại mở cuộc xâm lăng Triều Tiên năm 1592, nhưng chiến cuộc dai dẳng và cuối cùng đi đến thất bại. Hideyoshi mất uy tín và mất năm 1598. Nhật Bản bước qua trang sử mới: Tokugawa Ieyasu lên nắm quyền bính, truất ấu chúa là con của Hideyoshi. Trận Sekigahara năm 1600 là thời điểm quyết liệt. Ieyasu thắng lớn và tái lập chế độ mạc phủ dưới sự cai trị của dòng họ Tokugawa. Thời đại Chiến quốc kết thúc năm 1615 khi thành Osaka thất thủ; phe của Toyotomi bại trận và Ieyasu chiếm đoạt địa vị quyền lực nhất nước Nhật, lập ra trật tự mới.
Thời đại Chiến quốc của Nhật Bản còn hay được các sử gia gọi dưới cái tên thời đại Sengoku để phân biệt với thời đại Chiến Quốc của Trung Quốc. Người Nhật thời nay coi Nobunaga, Hideyoshi và Ieyasu là "Ba người Thống nhất Vĩ đại" vì đã khôi phục lại hệ thống chính quyền trung ương cho đất nước.

## Tên gọi
Cái tên "Thời kỳ chiến quốc" ám chỉ thời kỳ hỗn loạn sau Chiến tranh Ōnin-Bunmei, được các quý tộc triều đình thời đó ví như hỗn loạn thời “Xuân Thu Chiến Quốc” ở Trung Quốc cổ đại.
Trong một tựa đề "Những Shugo liêm trực tại các tỉnh" trên Shōdanchiyō (樵談治要 Tiều đàm trị yếu), được viết bởi Ichijō Kaneyoshi vào năm 1480 (năm Bunmei 12), ông viết, "Kokushi (国司 Quốc ty) một tỉnh chỉ được bổ nhiệm trong bốn năm, và mặc dù chức Shugo (守護 Thủ hộ) lúc bấy giờ cũng giống như Kokushi ngày xưa, nhưng việc Shugo được truyền lại cho con cháu thì không khác gì mười hai chư hầu thời Xuân Thu, hay thất hùng thời Chiến Quốc". Ngoài ra, ngày 16 tháng 4 năm 1508 trong nhật ký của Konoe Hisamichi, "Hậu Hōjōji Shōtsu công kí" (後法成寺尚通公記), viết "đây cũng giống như thời kỳ Chiến quốc". Thuật ngữ "Thời kỳ Chiến quốc" được sử dụng bởi các quý tộc triều đình thời đó trực tiếp gọi Thời kỳ Chiến quốc Trung Quốc cổ đại.
Điều 20 trong "Kōshū hattoshidai" (甲州法度次第 Kōshū Pháp độ thứ đệ) của Takeda Shingen nói rằng, "Trong thời đại thiên hạ chiến quốc, điều cần thiết là chuẩn bị vũ khí trong khi làm nhiều việc khác nhau", cho thấy rằng các samurai thời đó cũng nhận thức được rằng thời đại mà họ đã sống trong thời kỳ "chiến quốc".
Trong "Nihon Gaishi" (日本外史 Nhật Bản ngoại sử), một cuốn sách bán chạy nhất được xuất bản vào thời Edo (1603-1867), các cụm từ "chiến quốc" xuất hiện không thường xuyên chỉ thời kỳ này, cụm từ thường được dân chúng gọi là "thời kỳ Genki Tenshō" (niên hiệu Thiên hoàng Ōgimachi). Mãi cho đến sau Minh Trị Duy tân, thuật ngữ "thời kỳ chiến quốc" như một giai đoạn lịch sử của Nhật Bản mới được dân chúng sử dụng rộng rãi.

## Tóm tắt
Trong giai đoạn này, mặc dù Hoàng đế Nhật Bản là người cai trị chính thức của quốc gia và tất cả các lãnh chúa đều thề trung thành với ông, tuy nhiên, thực tế ông lại chỉ giống như một bù nhìn, là một hình tượng về lễ nghi và tôn giáo, là người đã trao bộ toàn bộ quyền lực cho shōgun, một quý tộc có vai trò tương đương với một Tướng quân. Trước khi thời kỳ chiến quốc diễn ra, chính quyền Mạc phủ (Shogun) dần mất đi tầm ảnh hưởng và quyền kiểm soát lên các daimyō (đại danh hay lãnh chúa địa phương). Mặc dù Mạc phủ Ashikaga vẫn áp dụng cấu trúc cai trị như thời Mạc phủ Kamakura và thiết lập một chính phủ quân đội dựa trên các quyền và nghĩa vụ kinh tế xã hội được thiết lập bởi Hōjō với bộ luật Jōei vào năm 1232, chính phủ này vẫn thất bại trong việc giữ được sự trung thành của các đại danh, đặc biệt là tại những vùng cách xa kinh đô Kyoto. Nhiều lãnh chúa bắt đầu gây chiến với nhau một cách khó kiểm soát nhằm giành lấy đất đai và tạo ảnh hưởng lên Mạc phủ. Với sự gia tăng trong giao thương với nhà Minh, kinh tế dần dần phát triển, và việc sử dụng tiền dần trở nên phổ biến khi các chợ và thành phố thương mại xuất hiện. Kết hợp với sự phát triển về nông nghiệp và giao thương nhỏ lẻ, điều này đã dẫn tới tham vọng giành quyền tự chủ lớn hơn tại các địa phương trên mọi giai cấp và tầng lớp xã hội. Cho tới đầu thế kỷ 15, những thảm hoạt do động đất và nạn đói diễn ra liên miên đã châm ngòi cho các cuộc nổi dậy của tầng lớp nông dân nhằm giảm sưu thuế.
Loạn Ōnin (1467–1477), một cuộc xung đột bắt nguồn từ suy thoái kinh tế và nổ ra sau những tranh cãi về người kế vị cho shogun, được đa số coi là điểm khởi đầu của thời kỳ Chiến Quốc. Quân đội "phía đông" của nhà Hosokawa và các đồng minh chiến đấu với quân đội "phía tây" của nhà Yamana. Cuộc chiến diễn ra trong và xung quanh Kyoto kéo dài ròng rã gần 11 năm trời, khiến cho thành phố gần như bị phá hủy hoàn toàn. Cuộc chiến tại Kyoto sau đó đã lan rộng đến cả các tỉnh ở phía xa.
Cuộc chiến lên tới đỉnh điểm với sự tham gia lần lượt của ba lãnh chúa là Oda Nobunaga, Toyotomi Hideyoshi và Tokugawa Ieyasu, người mà sau này đã thống nhất Nhật Bản. Sau khi Tokugawa Ieyasu giành chiến thắng cuối cùng tại cuộc vây hãm Osaka vào năm 1615, Nhật Bản đã bước sang giai đoạn hòa bình trong suốt 200 năm dưới quyền cai trị của Mạc phủ Tokugawa.

## "Hạ khắc thượng"

Nhật Bản năm 1570

Sự chuyển biến dẫn đến sự yếu đi trông thấy của chính quyền trung ương đã tạo cơ hội để các lãnh chúa đại danh trên toàn Nhật Bản vươn lên để lấp đầy khoảng trống quyền lực đó. Trong cuộc chuyển giao quyền lực này, những gia tộc đã chuẩn bị tốt như gia tộc Takeda và gia tộc Imagawa, những người đã trở thành các thế lực cát cứ ngay cả dưới thời Mạc phủ Kamakura và Muromachi, có điều kiện mở rộng khu vực ảnh hưởng của mình. Có nhiều người, tất nhiên, dần mất quyền lực và cuối cùng bị lật đổ bởi kẻ dưới trướng. Hiện tượng những người địa vị thấp kém nhưng tài giỏi từ chối tuân theo đẳng cấp của mình và dùng vũ lực để lật đổ kẻ lãnh đạo bạc nhược được gọi là "Hạ khắc thượng" (下克上, gekokujō).
Ví dụ đầu tiên của hiện tượng này là Hōjō Sōun, người có xuất thân khiêm nhường nhưng đã đoạt lấy quyền lực ở tỉnh Izu năm 1493. Dựa trên thành quả của Sōun, gia tộc Hōjō vẫn giữ được quyền lực lớn ở vùng Kanto cho đến khi bị Toyotomi Hideyoshi chinh phục vào cuối thời kỳ Chiến quốc. Một số trường hợp tiêu biểu khác bao gồm việc gia tộc Hosokawa bị thay thế bởi nhà Miyoshi, Toki bị thay thế bởi Saitō, và gia tộc Shiba bị thay thế bởi nhà Oda, rồi sau đó tất cả cũng bị lật đổ bởi một người thấp kém hơn là Toyotomi Hideyoshi, con trai của một nông dân không có họ.
Những tổ chức tôn giáo có tổ chức tốt cũng đoạt lấy quyền lực chính trị bằng cách tập hợp nông dân khởi nghĩa và quân nổi dậy chống lại luật lệ của các daimyo. Các nhà sư của phái Tịnh độ chân tông tập hợp rất nhiều thành viên của Ikkō-ikki, là tổ chức thành công nhất, làm cho tỉnh Kaga giữ được độc lập gần 100 năm.

## Thống nhất

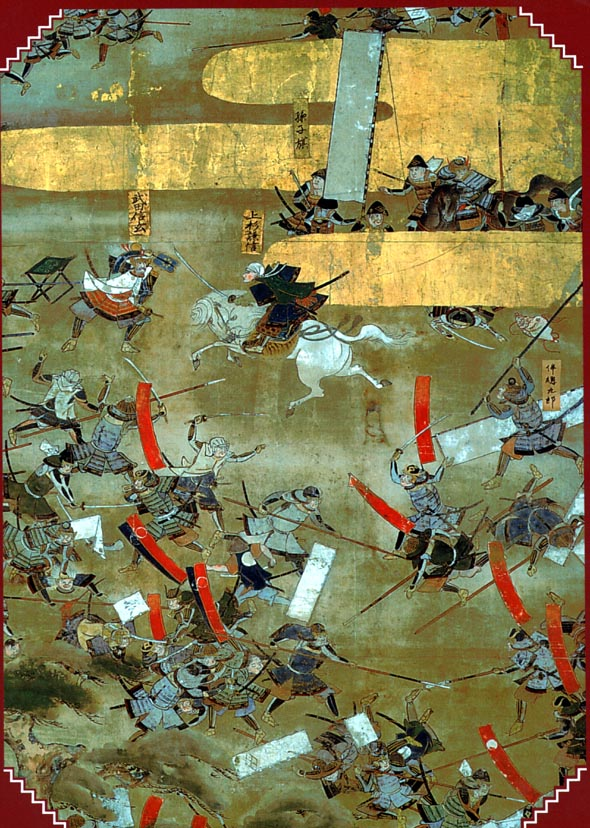
Trận Kawanakajima năm 1561

Sau một thế kỷ rưỡi chiến tranh và bất ổn chính trị, Nhật Bản đã gần như được thống nhất bởi Oda Nobunaga, một lãnh chúa hạng vừa ở tỉnh Owari (ngày nay là tỉnh Aichi) để thống trị miền trung nước Nhật. Tuy nhiên vào năm 1582 chính Nobunaga trở thành nạn nhân của sự phản bội của chính tướng quân của mình, Akechi Mitsuhide. Điều này tạo cơ hội cho Toyotomi Hideyoshi (người xuất thân từ một anh lính "túc khinh" (ashigaru), vốn đã thành tướng quân ưu ái của Nobunaga từ trước do chứng minh được tài năng của mình trên chiến trường) dẫn quân về trừng phạt Akechi và trở thành người kế vị ông. Hideyoshi cuối cùng củng cố quyền thống trị của mình lên các lãnh chúa còn lại, và mặc dù ông không đủ tiêu chuẩn để được phong tước Chinh di Đại tướng quân như những người đứng đầu Mạc phủ khi xưa vì xuất thân thấp kém của mình, ông vẫn thống trị với tư cách một "Nhiếp chính" (Kampaku) cho gia đình của Nobunaga.
Khi Hideyoshi qua đời năm 1598 mà không có một người kế vị có tiềm năng, đất nước lại một lần nữa rơi vào cuộc tranh giành quyền lực, và lần này Tokugawa Ieyasu là người tận dụng được cơ hội.
Hideyoshi trên giường bệnh đã chỉ định một nhóm các lãnh chúa hùng mạnh nhất Nhật Bản — Tokugawa, Maeda, Ukita, Uesugi, Mōri — để thành lập Hội đồng Ngũ Nguyên lão cho đến khi người con trai thơ bé của ông, Hideyori, đến tuổi trưởng thành. Một nền hòa bình giả tạo diễn ra sau cái chết của Maeda Toshiie năm 1599. Ngay sau đó, Ishida Mitsunari buộc tội Ieyasu không trung thành với gia tộc Toyotomi, hấp tấp tạo ra một cuộc khủng hoảng rồi dẫn đến trận Quan Ngã Nguyên (tức Sekigahara) vào năm 1600. Thường được coi là trận chiến lớn cuối cùng của thời Chiến quốc, chiến thắng của Ieyasu ở Quan Ngã Nguyên đã kết thúc sự thống trị của triều đại Toyotomi. Ba năm sau, Ieyasu nhận tước hiệu "Chinh di Đại tướng quân", và thiết lập Mạc phủ cuối cùng ở Nhật Bản (Mạc phủ Tokugawa), cho đến Minh Trị Duy Tân năm 1868.

## Những nhân vật nổi tiếng

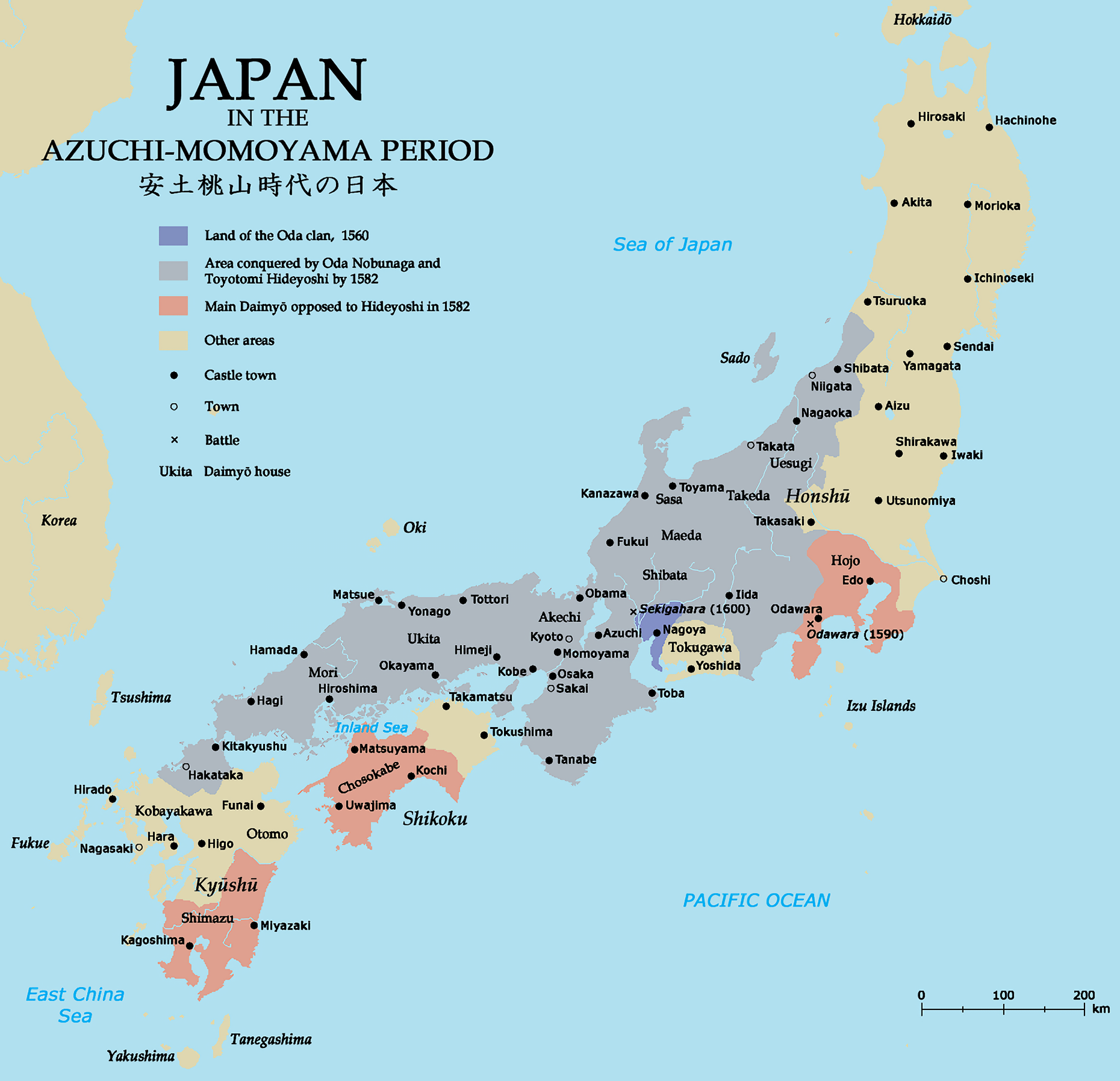
Nhật Bản cuối thế kỷ 16

### Các Daimyo nổi tiếng thời Chiến quốc
- Oda Nobunaga
- Toyotomi Hideyoshi
- Tokugawa Ieyasu

Tính cách tương phản của ba vị lãnh đạo đã làm Nhật Bản cuối cùng cũng được thống nhất—Nobunaga, Hideyoshi, và Ieyasu—được gói gọn trong một senryu nổi tiếng:
- Nakanunara, koroshiteshimae, hototogisu (Nếu con chim cúc cu không hót, giết nó)
- Nakanunara, nakashitemiseyou, hototogisu (Nếu con chim cúc cu không hót, vuốt ve nó)
- Nakanunara, nakumadematou, hototogisu (Nếu con chim cúc cu không hót, chờ đợi nó)

Nobunaga, được biết đến với tính cách tàn bạo của mình, là chủ đề của câu thứ nhất; Hideyoshi, nổi tiếng với tài tháo vát, là câu thứ hai; và Ieyasu, nổi tiếng với tính nhẫn nại, là chủ đề của câu thứ ba.
Những lãnh chúa Đại danh nổi tiếng khác bao gồm:
- Azai Nagamasa
- Chōsokabe Motochika
- Date Masamune
- Hōjō Sōun
- Imagawa Yoshimoto
- Maeda Toshiie
- Mōri Motonari
- Saitō Dōsan
- Sanada Masayuki
- Shimazu Yoshihiro
- Tachibana Ginchiyo
- Takeda Shingen
- Uesugi Kenshin
- Ukita Hideie

### Những cá nhân nổi tiếng khác
- Akechi Mitsuhide
- Fūma Kotarō
- Hattori Hanzō
- Honda Tadakatsu
- Ii Naomasa
- Ishida Mitsunari
- Maeda Keiji
- Miyamoto Musashi
- Mori Ranmaru
- Naoe Kanetsugu
- Oda Nobutada
- Saika Magoichi
- Sanada Yukimura
- Sasaki Kojirō
- Shibata Katsuie
- Shima Sakon
- Fukushima Masanori
- Kato Kiyomasa

## Trong văn hóa đương đại
Cũng như cuộc Tây tiến của người Mỹ, thời kỳ Chiến quốc là nguồn cảm hứng của vô số các cuốn sách, bộ phim, anime, và video game.